# Стоимен Терзията
Стоимен Терзията е български хайдутин, действал в Македония в средата на XIX век.

## Биография
Преди да стане хайдутин, Стоимен е женен 16 години без деца за Каймак Стойна в село Панчарево. След сблъсък с турци, отседнали в дома им, Стойна убеждава мъжа си да излязат хайдути. Хайдутуват 7 – 8 години между 1840 и 1850 година, като и двамата били войводи на четата, но Стойна била по̀ юнак. Стойна загива в една воденица в малешевското помашко село Църник, Стоимен се оттегля с четата в Каменица на Каменишката река, където четата се разпада.